# NGC 6527
NGC 6527 ist eine 14,2 mag helle Spiralgalaxie vom Hubble-Typ Sa im Sternbild Herkules am Nordsternhimmel. Sie ist schätzungsweise 250 Millionen Lichtjahre von der Milchstraße entfernt und hat einen Durchmesser von etwa 100.000 Lichtjahren.
Das Objekt wurde am 1. August 1866 von Truman Safford entdeckt.